# Chwaliboga (przystanek kolejowy)
Chwaliboga (ukr. Хвалибога, ros. Хвалибога) – przystanek kolejowy w pobliżu miejscowości Chwaliboga, w rejonie kołomyjskim, w obwodzie iwanofrankiwskim, na Ukrainie.